# Войневска, Александра
Александра Войневска (макед. Александра Војневска; род. 2 мая 1981, Скопье) — северомакедонская легкоатлетка, специалистка по бегу на короткие дистанции. Выступала за сборную Республики Македонии по лёгкой атлетике в 2000—2007 годах, многократная победительница и призёрка первенств национального значения, действующая рекордсменка страны в беге на 100 метров, участница ряда крупных международных турниров, в том числе летних Олимпийских игр в Афинах.

## Биография
Александра Войневска родилась 2 мая 1981 года в Скопье.
Впервые заявила о себе в лёгкой атлетике на международном уровне в сезоне 2000 года, когда вошла в состав национальной сборной Республики Македонии и выступила на юниорском мировом первенстве в Сантьяго — бежала здесь 100 и 200 метров.
В 2002 году стартовала в дисциплинах 60 и 200 метров на чемпионате Европы в помещении в Вене.
В июле 2004 года на соревнованиях в Стамбуле установила ныне действующий национальный рекорд Республики Македонии в беге на 100 метров — 11,74, тогда как в Нови-Саде обновила своё лучшее достижение в беге на 200 метров — 24,49. Выполнив олимпийский квалификационный норматив, благополучно прошла отбор на летние Олимпийские игры в Афинах — на предварительном квалификационном этапе дистанции 100 метров показала результат 12,15 и в следующую стадию соревнований не вышла.
После афинской Олимпиады Войневска осталась в составе легкоатлетической команды Республики Македонии на ещё один олимпийский цикл и продолжила принимать участие в крупнейших международных турнирах. Так, в 2006 году она бежала 60 метров на чемпионате мира в помещении в Москве и 100 метров на чемпионате Европы в Гётеборге — в обоих случаях была далека от попадания в число призёров.
В 2007 году отметилась выступлением в беге на 100 метров на чемпионате мира в Осаке.
Завершив спортивную карьеру, проявила себя как спортивный функционер. В настоящее время находится на посту президента Федерации лёгкой атлетики Северной Македонии.